# Gellaba

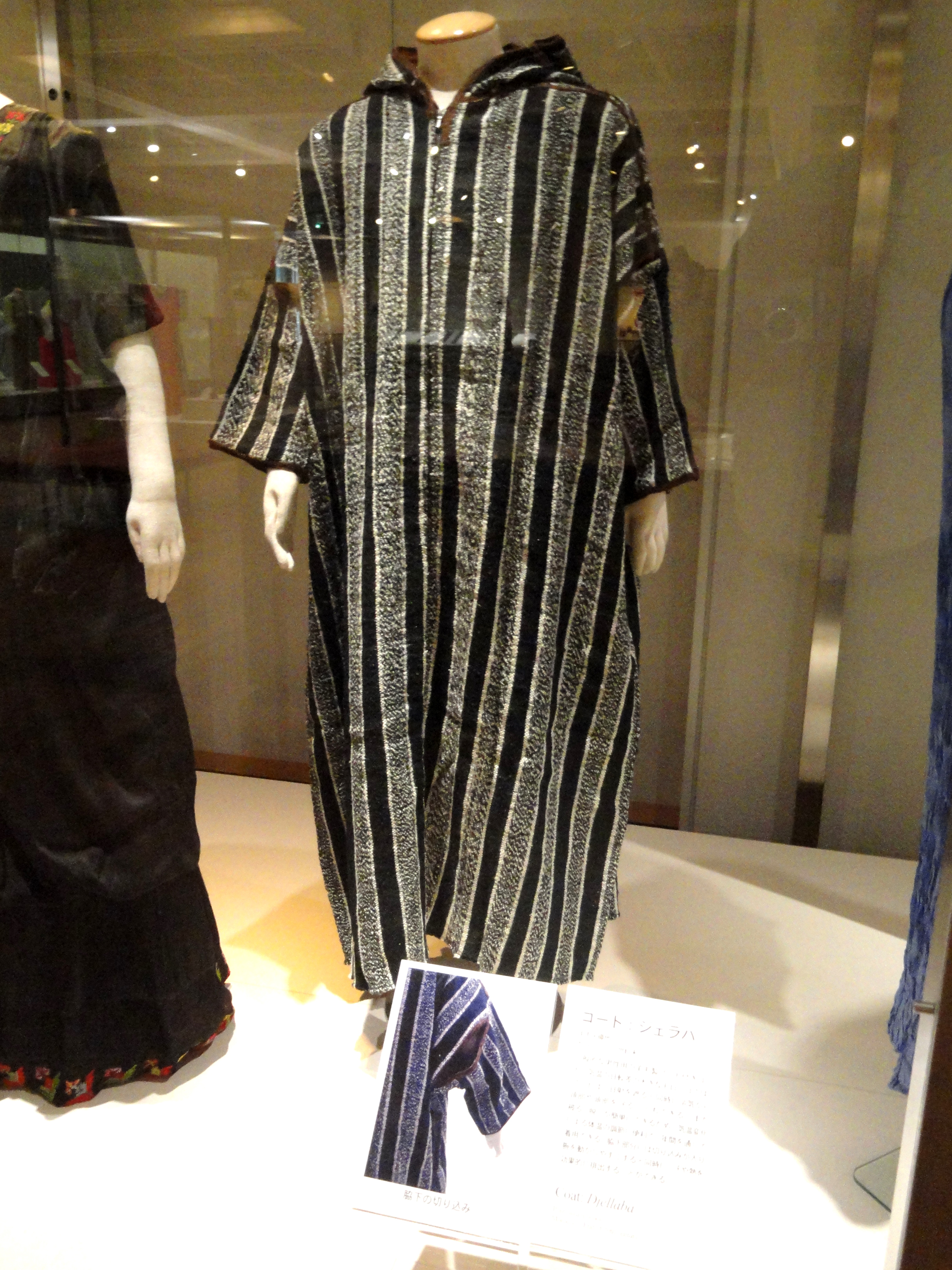
Una gellaba

La gellaba (in arabo جلابة‎?, jellāba) è una tradizionale tunica, generalmente di colore blu (ampia, comoda e in grado di difendere dal caldo), tipica del Maghreb.
Nell'Algeria centrale e orientale è chiamato qeššaba o qeššabiya. Gli abitanti berberi delle montagne del Marocco lo chiamano tadjellabit, che è una forma berberizata.

## Etimologia
La parola djellaba è di origine francese e deriva dall'arabo jallāba, una variante di jallābīya (che originariamente significava "indumento indossato dai commercianti"); da jallāb, commerciante o importatore; in ultima analisi da jalaba, portare, attrarre, prendere o importare.
La teoria di Reinhart Dozy secondo cui la djellaba sarebbe stata, in origine, la "veste del djellab", cioè del mercante di schiavi, è stata respinta da William Marçais che ha proposto di vedere in djellaba un'alterazione di djilbab che, in arabo antico, significava indumento drappeggiato, sebbene la djellaba sia cucita piuttosto che drappeggiata. Ha sottolineato che in Oman la forma gillab designa il velo della donna. La scomparsa della prima b sarebbe avvenuta in modo identico nel Maghreb e in Oman. Quanto alla qeššabiya, Georges Séraphin Colin vede in questo nome la deformazione del latino gausapa, termine che sarebbe stato conservato nella forma gosaba nell'Adrar dove designa la camicia.

## Descrizione
L'abbigliamento completo prevede che ricopra, oltre ad una semplice camicia di tela, i serwal, pantaloni ampi sui fianchi e stretti sul fondo. La gellaba era l'abito prediletto da Lawrence d'Arabia nelle sue scorribande, a dorso di dromedario, durante la rivolta araba contro l'Impero ottomano durante la prima guerra mondiale.
Tradizionalmente, le djellaba sono fatte di lana in diverse forme e colori, ma ora sono diventate popolari anche le djellaba leggere in cotone. Tra i berberi, o Imazighen, come gli Imilchil nelle montagne dell'Atlante, il colore di una djellaba indica tradizionalmente lo stato civile (single o sposato) del portatore: una djellaba marrone scuro indica lo stato di celibe. Di solito arrivavano fino a terra, ma le più leggere sono un po' più sottili e corte. Gli uomini spesso indossano una djellaba di colore chiaro a volte insieme a un tradizionale cappello rosso chiamato fez e morbide pantofole gialle babouche (balgha in arabo) per celebrazioni religiose e matrimoni.
Quasi tutte le djellaba di entrambi gli stili (maschili o femminili) includono un cappuccio largo chiamato qob (in arabo: قب) che si chiude a punta nella parte posteriore. Il cappuccio è importante per entrambi i sessi, poiché protegge chi lo indossa dal sole e, in passato, veniva utilizzato come difesa contro la sabbia che finiva sul viso di chi lo indossava dai forti venti del deserto. Nei climi più freddi, come nelle montagne di Algeria e Marocco, svolge anche la stessa funzione di un cappello invernale, impedendo la perdita di calore attraverso la testa e proteggendo il viso da neve e pioggia. È comune che il cappuccio spazioso venga utilizzato come tasca durante i periodi caldi; può contenere pagnotte di pane o borse della spesa.
Le djellaba tradizionali sono generalmente realizzate con due tipi di materiale, cotone per l'uso estivo e lana grezza per l'inverno. La lana è solitamente ricavata dalle pecore delle montagne circostanti. I bottoni per le djellaba sono realizzati nella città di Bhalil.
Richiamando l'abbigliamento delle tribù nomadi, la gellaba simboleggia la povertà e la semplicità dell'esperienza dei raid di attraversamento del deserto. Il materiale con cui viene confezionata è un particolare tessuto (tipo gabardina) filato a mano nei villaggi di montagna. Nella più fantasiosa versione femminile, è spesso ricamata in oro e in argento e maggiormente elaborata.